# Pseudorabdion
Pseudorabdion är ett släkte av ormar. Pseudorabdion ingår i familjen snokar.
Dessa ormar är med en längd upp till 75 cm små. De förekommer i Sydostasien och vistas främst i lövskiktet eller under döda träd i skogar. Arterna äter troligtvis maskar och andra ryggradslösa djur. Antagligen lägger honor ägg.
Arter enligt Catalogue of Life:
- Pseudorabdion albonuchalis
- Pseudorabdion ater
- Pseudorabdion collaris
- Pseudorabdion eiselti
- Pseudorabdion longiceps
- Pseudorabdion mcnamarae
- Pseudorabdion montanum
- Pseudorabdion oxycephalum
- Pseudorabdion sarasinorum
- Pseudorabdion saravacense
- Pseudorabdion talonuran
- Pseudorabdion taylori

The Reptile Database listar ytterligare 3 arter i släktet:
- Pseudorabdion modiglianii
- Pseudorabdion sirambense
- Pseudorabdion torquatum